# Bouncing off the Satellites
Bouncing off the Satellites – czwarty album studyjny grupy The B-52’s, wydany jesienią 1986 roku. Gitarzysta zespołu, Ricky Wilson zmarł z powodu powikłań związanych z AIDS w czasie nagrywania tego albumu.

## lista utworów
1. „Summer of Love (Kate Pierson, Keith Strickland, Cindy Wilson, Ricky Wilson) – 4:02
2. „Girl from Ipanema Goes to Greenland (Pierson, Strickland, C. Wilson, R. Wilson) – 4:22
3. „Housework (Pierson, Tim Rollins) – 4:04
4. „Detour Thru Your MindThe (B-52’s) – 5:06
5. „Wig (The B-52’s) – 4:22
6. „Theme for a Nude Beach (The B-52’s) – 4:50
7. „Ain't It a Shame (Strickland, C. Wilson, R. Wilson) – 5:30
8. „Juicy Jungle (Fred Schneider, John Coté) – 4:50
9. „Communicate (The B-52’s) – 4:08
10. „She Brakes for Rainbows (Strickland, C. Wilson) – 4:41

## Muzycy
- Fred Schneider – śpiew
- Keith Strickland – gitara basowa, gitara, harmonijka ustna, perkusja, instrumenty klawiszowe, sitar, śpiew
- Cindy Wilson – śpiew
- Ricky Wilson – gitara, bas
- Kate Pierson – śpiew

## Listy przebojów
| Lista (1983)       | Najwyższa pozycja |
| ------------------ | ----------------- |
| U.S. Billboard 200 | 85                |